# Odette
Odette és un personatge de A la recerca del temps perdut de Marcel Proust.
El seu nom de soltera és desconegut, però se sap que en la seva joventut va posar per al pintor Elstir a Niça sota el pseudònim de Miss Sacripant. Es pot suposar que aleshores portava una vida d'artista, posant nua, i potser de prostituta (d'on el seu sobrenom de Sacripant). Es casà en primeres núpcies amb Pierre Saylor de Verjus, comte de Crécy, un aristòcrata relativament pobre, i a continuació se'n separà.
És ella a qui el narrador, nen, troba a casa del seu oncle Adolphe, la «Dama en rosa», sens dubte mantinguda per l'oncle. Causa una forta impressió al jove narrador, qui no comprendrà fins molt de temps més tard que aquesta dama era Odette.
A l'època on Swann la troba al saló dels Verdurin, és una cocotte que hom anomena Odette de Crécy. La seva freqüentació per part de Swann i el seu subsegüent matrimoni amb ella xoca els burgesos de Combray, que no poden comprendre un matrimoni amb una persona d'un menor nivell social. La història de l'amor de Swann per Odette constitueix el capítol «Un amor de Swann», dins Pel cantó de Swann. Es tracta d'un amor passional, a la imatge del que mantenia el narrador de «Combray» per la seva mare.
Swann manté Odette en una presó imaginària i sofreix molt quan ella en surt (sobretot en el moment de les seves nombroses escapades amb el clan Verdurin). Encegat pel seu amor per ella, Swann no veu que Odette és una dona fàcil, i triga molt de temps abans d'ell demanar els seus favors, utilitzant llavors l'expressió «fer catleia» per «fer l'amor». La demana en matrimoni quan ja no l'estima, però ella l'enganya, potser, amb alguns dels seus nombrosos antics amants. «Un amor de Swann» s'acaba amb la frase cèlebre: «I pensar que he malgastat anys de la meva vida, que n'he volgut morir, que he viscut el gran amor de la meva vida amb una dona que no m'agradava, que no era del meu estil!»

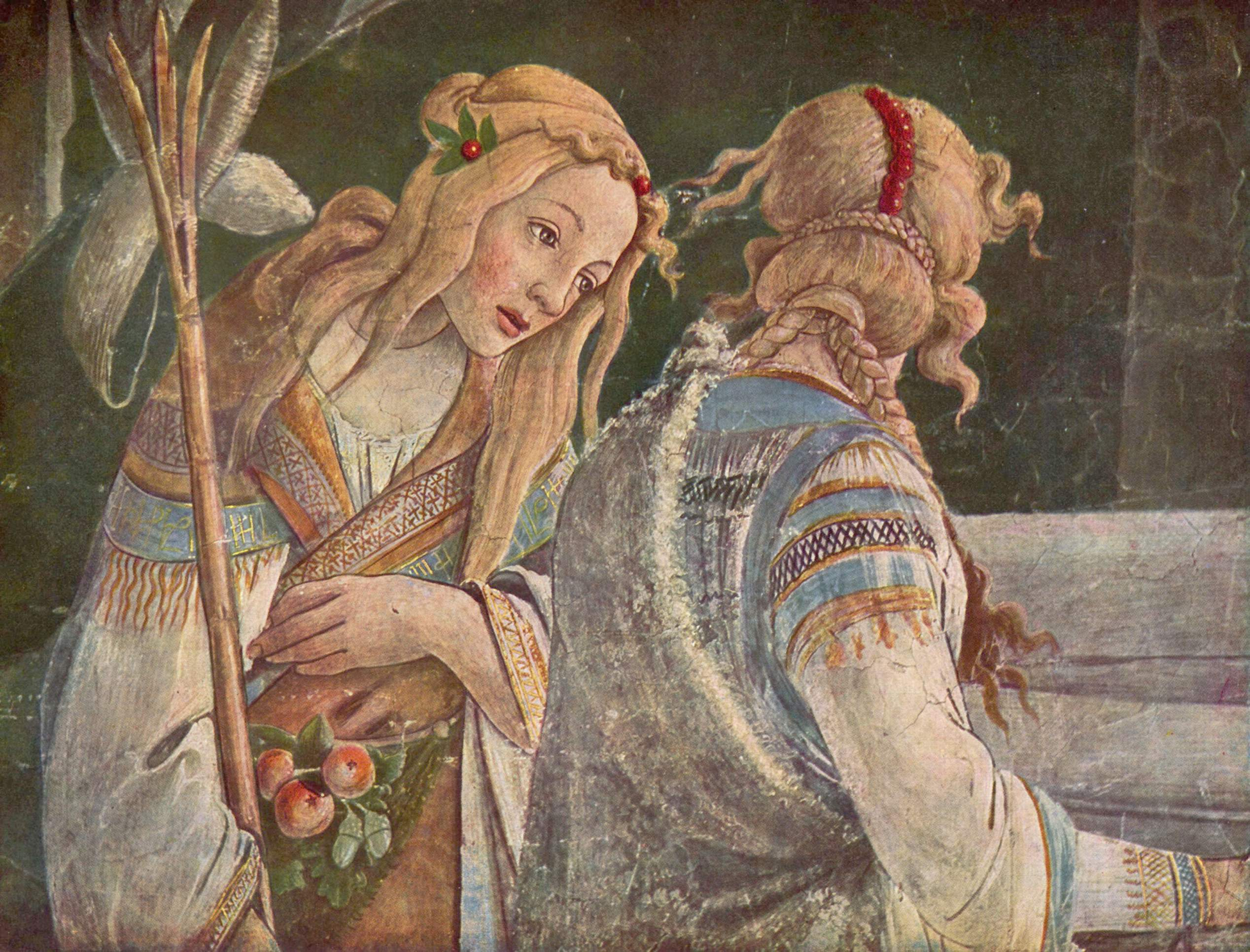
Les filles de Jetró, de Botticelli

Swann troba que s'assembla a Sèfora, la filla de Jetró, en el fresc de Sandro Botticelli. Al començament trobava Odette sense gran interès, però és aquesta comparació artística que li revelarà la seva bellesa. En el mateix sentit, la sonata de Vinteuil, íntimament lligada a la seva trobada amorosa, evocarà a Swann, i per sempre, el seu amor per Odette.
Proust utilitza moltes al·lusions artístiques. A la diferència de Rodenbach, aquestes no tenen per objecte la descripció íntegra, sinó que serveixen per descriure un objecte encara més precisament, a apropar-se tant com sigui possible a les sensacions sentides.
Odette funda el seu saló que esdevindrà progressivament un de les més brillants del «Món». Els seus gustos artístics, antany vulgars, es refinen gràcies a Swann. A la mort de Swann, no té cap dificultat en acabar el seu ascens social amb el seu matrimoni amb el comte de Forcheville.
Esdevinguda Odette de Forcheville, molt rica, pot casar la seva filla Gilberte amb el comte Robert de Saint-Loup, connectant així finalment el costat d'en Swann amb el costat de Guermantes a El temps retrobat.
Els models més coneguts d'Odette de Crécy serien Méry Laurent, Laure Hayman i Liane de Pougy. Però, segons Laure Hillerin, manlleva igualment trets — sobretot la seva elegància en el vestir — a la comtessa Greffulhe.